# Håholmen (Kvinnherad)
Ne doit pas être confondu avec Håholmen.
Håholmen, est une île dans le landskap Sunnhordland du comté de Vestland. Elle appartient administrativement à Kvinnherad.

## Géographie
Rocheuse et désertique, à fleur d'eau, elle s'étend sur environ 122 m de longueur pour une largeur approximative de 84 m.